# دار الشجرة
دار الشجرة.
من روائع الفن الإسلامي القديم. والتي بنيت في دار الخلافة للخليفة المقتدر بالله. وكانت هذه الشجرة الصناعية في دار من دور قصر الخليفة وهي تمثل جزء من أجزاء العمران والفن الإسلامي في دار الخلافة. حيث أهمل أكثر كتاب التاريخ هذا الجانب الجمالي والفني.

## الأوصاف
عندما وصف القزويني حديقة قصر الخليفة العباسي المقتدر بالله قال:«ومن عجائبها دار الشجرة من أبنية المقتدر بالله (282-320ه‍)، دار فيحاء ذات بساتين مؤنقة، وانما سميت بذلك لشجرة كانت هناك من الذهب والفضة في وسط بركة كبيرة امام أبوابها، ولها من الذهب والفضة ثمانية عشر غصناً، ولكل غصن فروع كثيرة مكللة بأنواع الجواهر على شكل الثمار، وعلى أغصانها انواع من الطير من الذهب والفضة، إذا هب الهواء سمعت منها الهدير والصفير».

## زيارة رسول ملك الروم
لما زار رسول ملك الروم دار الخلافة. دخل دار الشجرة فأُذهل منها. حيث كانت شجرة من الفضة وزنها 500ألف درهم. لها 18 غصن لكل غصن منها أغصان كثيرة وقفت عليها الطيور من كل نوع مذهبة ومفضضة. وأكثر قضبان الشجرة فضة وبعضها مذهب. وهي تتمايل في اوقات. ولها ورق مختلف الألوان يتحرك كما تحرك الريح ورق الشجر. وكل من هذه الطيور الفضية والذهبية يصفر ويهدر.